# Río Atrato
Le Río Atrato est un fleuve de Colombie qui a son embouchure en mer des Caraïbes.

## Géographie
Il coule du sud vers le nord, essentiellement dans le département de Chocó, mais il forme aussi la frontière avec le département d'Antioquia. Quoique son bassin soit peu étendu (35 000 km2, soit plus que la superficie de la Belgique), étant donné l'abondance des précipitations dans la région, il roule deux fois plus d'eau que le Rhin, ce qui en fait un des principaux cours d'eau du pays.
Il est navigable sur 500 km, cependant sa navigabilité est en baisse étant donné le manque d'entretien de son lit qui a tendance à être envahi par des produits de l'érosion. Il arrose Quibdó, capitale du département de Chocó et port fluvial. Il reçoit, près de Lloró, le río Andágueda.
Il se jette par un petit delta dans le golfe d'Urabá, lui-même situé à l'extrémité occidentale du littoral caribéen de la Colombie.

## Législation
En mai 2017, la Cour constitutionnelle colombienne a doté le Río Atrato d’une personnalité juridique. 